# یواس‌اس وارن (۱۷۷۶)
یواس‌اس وارن (۱۷۷۶) (به انگلیسی: USS Warren (1776)) یک کشتی بود که طول آن ۱۳۲ فوت ۱ اینچ (۴۰٫۲۶ متر) بود. این کشتی در سال ۱۷۷۶ ساخته شد.